# Piotr Pikul
Piotr Pikul (ur. 21 września 1924 w Radgoszczy, zm. 5 sierpnia 2001) – polski rolnik, poseł na Sejm PRL VI i VII kadencji.

## Życiorys
Syn Władysława i Anny. Uzyskał wykształcenie średnie. W czasie II wojny światowej znalazł się na terenie Związku Radzieckiego – pierwotnie w Kraju Krasnojarskim, a następnie w okolicach Kujbyszewa. W maju 1943 został członkiem I Dywizji im. Tadeusza Kościuszki. 13 października tego samego roku został ciężko ranny w bitwie pod Lenino. Do listopada 1944 przebywał w różnych szpitalach wojskowych na Uralu. Po urlopie zdrowotnym wrócił do służby wojskowej w Nadwołżańskim Okręgu Wojskowym, skąd w październiku 1945 udał się ponownie do Polski. W latach 1946–1951 zajmował różne stanowiska w Zarządzie Gminnym, a w 1952 został kierownikiem w Banku Spółdzielczym w Radgoszczy. Ponadto od 1949 prowadził gospodarstwo rolne. W 1972 i 1976 uzyskiwał mandat posła na Sejm PRL w okręgu Tarnów z ramienia Zjednoczonego Stronnictwa Ludowego. Przez obie kadencje zasiadał w Komisji Komunikacji i Łączności oraz w Komisji Mandatowo-Regulaminowej.

## Odznaczenia
- Złoty Krzyż Zasługi
- Order Virtuti Militari
- Odznaka 1000-lecia Państwa Polskiego
- Odznaka Grunwaldzka